# Oulema depressa
Oulema depressa es una especie de insecto coleóptero de la familia Chrysomelidae.
Fue descrita científicamente en 1983 por Silfverberg.